# كأس آسيا تحت 20 سنة 2023
كأس آسيا تحت 20 سنة 2023 أو كأس آسيا للشباب 2023 ستكون النسخة 41 من كأس آسيا تحت 20 سنة (بما في ذلك النسخ السابقة من بطولة آسيا تحت 19 سنة وبطولة آسيا تحت 20 سنة)، بطولة كرة القدم الدولية للشباب التي ينظمها الاتحاد الآسيوي لكرة القدم لمنتخبات آسيا تحت 20 سنة للرجال. ستكون هذه النسخة الأولى التي تُلعب على أنها بطولة تحت 20 عامًا، حيث اقترح الاتحاد الآسيوي لكرة القدم تبديل البطولة من تحت 19 عامًا إلى تحت 20 عامًا اعتبارًا من 2023. علاوة على ذلك، تم تغيير اسم البطولة من «بطولة آسيا تحت 19 سنة» إلى «كأس آسيا تحت 20 سنة». ستستضيف أوزبكستان هذه النسخة.
كان من المقرر أن تقام البطولة في 2020، إلا أنها تأجلت إلى 2023 بسبب جائحة كوفيد-19.

## المنتخبات المتأهلة
16 فريق تمكنوا من التأهل الى البطولة النهائية بما في ذلك البلد المضيف أوزبكستان.
| الفريق         | طريقة التأهل    | الظهور           | افضل اداء سابق                                                                 |
| -------------- | --------------- | ---------------- | ------------------------------------------------------------------------------ |
| أوزبكستان      | المضيف          | الثامن           | الوصيف (2008)                                                                  |
| السعودية       | فائز المجموعة أ | الخامس عشر       | البطل (1986، 1992، 2018)                                                       |
| قطر            | فائز المجموعة ب | الخامس عشر       | البطل (2014)                                                                   |
| اليابان        | فائز المجموعة ج | الثامن والثلاثون | البطل (2016)                                                                   |
| الأردن         | فائز المجموعة د | الثامن           | المركز الرابع (2006)                                                           |
| كوريا الجنوبية | فائز المجموعة ر | التاسع والثلاثون | البطل (1959، 1960، 1963، 1978، 1980، 1982، 1990، 1996، 1998، 2002، 2004، 2012) |
| إندونيسيا      | فائز المجموعة س | الثامن عشر       | البطل (1961)                                                                   |
| عمان           | فائز المجموعة ص | الثالث           | مرحلة المجموعات (2000، 2014)                                                   |
| أستراليا       | فائز المجموعة ط | الثامن           | الوصيف (2010)                                                                  |
| طاجيكستان      | فائز المجموعة ع | الخامس           | ربع النهائي (2016، 2018)                                                       |
| إيران          | فائز المجموعة ف | الحادي والعشرون  | البطل (1973، 1974، 1975، 1976)                                                 |
| فيتنام         | افضل وصيف       | العشرون          | نصف النهائي (2016)                                                             |
| قرغيزستان      | ثاني افضل وصيف  | الثاني           | مرحلة المجموعات (2006)                                                         |
| الصين          | ثالث افضل وصيف  | التاسع عشر       | البطل (1985)                                                                   |
| العراق         | رابع افضل وصيف  | الثامن عشر       | البطل (1975، 1977، 1978، 1988، 2000)                                           |
| سوريا          | خامس افضل وصيف  | الحادي عشر       | البطل (1994)                                                                   |

## الملاعب
تقام المباريات على 4 ملاعب في مدينتين.
| طشقند                                                                      | طشقند                                                                      | طشقند            | فرغانة           |
| -------------------------------------------------------------------------- | -------------------------------------------------------------------------- | ---------------- | ---------------- |
| ملعب ملي                                                                   | ملعب جار                                                                   | ملعب لوكوموتيف   | ملعب استقلال     |
| السعة: 34,000                                                              | السعة: 8,500                                                               | السعة: 8,000     | السعة: 20,200    |
|                                                                            |                                                                            |                  |                  |
| المدن المضيفة في أوزبكستانطشقند فرغانةكأس آسيا تحت 20 سنة 2023 (أوزبكستان) | المدن المضيفة في أوزبكستانطشقند فرغانةكأس آسيا تحت 20 سنة 2023 (أوزبكستان) | الملاعب في طشقند | الملاعب في طشقند |

## طاقم التحكيم
في فبراير 2023، اعلن الأتحاد الآسيوي لكرة القدم عن تعيين 13 حكم (بينهم امرأة واحدة) و 18 حكم مساعد (بينهم امرأتين) للبطولة.
الحكام
•  كيسي ريبيلت
•  عمار محفوظ
•  تشن هسين تشوان
•  تام بينغ وون
•  زيد ثامر
•  عبدالله جمالي
•  نظمي نصر الدين
•  قاسم الحتمي
•  ماجد الشمراني
•  كيم وو سونغ
•  سادولو جولمورودي
•  يحيى الملا
•  اخرول رسقولايف
الحكام المساعدين
•  فيصل العوي
•  تشن هسياو إن
•  سو كاي مان
•  فرهاد مورافيجي
•  يوسوكي تاكيبي
•  رامينا تسوي
•  محمد بن تان
•  ناصر البوسعيدي
•  علي محمد
•  هبة سعدية
•  فيصل الشمري
•  جانغ جونغ بيل
•  فافو كاراييف
•  احمد الراشدي
•  سنجار شايوسوبوف

## الفرق
اللاعبين المولودين في 1 يناير 2003 أو بعده وفي 31 ديسمبر 2007 أو قبله مؤهلين للمنافسة في البطولة. يجب ان يتكون الفريق من 18 لاعباً كحد أدنى و 23 لاعباً كحد أقصى، يجب أن يكون ثلاثة منهم على الأقل حراس مرمى.

## مرحلة المجموعات
أفضل فريقين من كل مجموعة يتقدمان إلى ربع النهائي.
كسر التعادل
يتم ترتيب الفرق وفقا للنقاط (3 نقاط للفوز، نقطة واحدة للتعادل، 0 نقطة للخسارة)، وفي حالة التعادل، يتم تطبيق قواطع التعادل التالية، حسب الترتيب المعطى، لتحديد التصنيف (المادة 9-3 من اللائحة):[12]
النقاط في المباريات وجهاً لوجه بين الفرق المرتبطة.
فرق الأهداف في المباريات وجهًا لوجه بين الفرق المرتبطة
الأهداف المسجلة في المباريات وجهاً لوجه بين الفرق المرتبطة.
في حالة تعادل أكثر من فريقين، وبعد تطبيق جميع المعايير المباشرة أعلاه، ما زال هناك مجموعة فرعية من الفرق مرتبطة، ويتم تطبيق جميع المعايير المذكورة أعلاه مرة أخرى. حصريًا لهذه المجموعة الفرعية من الفرق ؛
فرق الهدف في جميع مباريات المجموعة ؛
الأهداف المسجلة في جميع مباريات المجموعة ؛
ركلات الجزاء الترجيحية في حالة تعادل فريقين فقط وقد التقيا في الجولة الأخيرة من المجموعة ؛
النقاط التأديبية (البطاقة الصفراء = 1 نقطة، البطاقة الحمراء بعد ورقتين أصفر = 3 نقاط، البطاقة الحمراء المباشرة = 3 نقاط، البطاقة الصفراء متبوعة ببطاقة حمراء مباشرة = 4 نقاط) ؛
جميع أوقات المباريات بالتوقيت المحلي ، UZT (UTC + 5) ، كما هو مدرج من قبل الاتحاد الآسيوي لكرة القدم.